# Eriopyga fea
Eriopyga fea är en fjärilsart som beskrevs av Druce. Eriopyga fea ingår i släktet Eriopyga och familjen nattflyn. Inga underarter finns listade i Catalogue of Life.